# 프랑스 여자 축구 국가대표팀
프랑스 여자 축구 국가대표팀은 프랑스를 대표하는 여자 축구 대표팀으로 프랑스 축구 협회에서 운영하고 있다. 유럽 여자 축구의 강호로 손꼽히는 팀이며 1920년 10월 잉글랜드와의 국제 경기 데뷔전에서 2-0으로 승리했다.

## 국제 대회 경력

### FIFA 여자 월드컵
2003년 FIFA 여자 월드컵을 시작으로 총 5번의 여자 월드컵 본선에 출전하여 2011년 대회에서 4위에 입상했고 2015년 대회와 자국에서 열린 2019년 대회에서는 8강에 이름을 올렸다.

### UEFA 유럽 여자 축구 선수권 대회
UEFA 여자 유로 1997에서 처음으로 여자 유로 대회에 모습을 드러낸 후 총 7번의 여자 유로 대회 본선에 출전하여 2022년 대회에서 사상 첫 여자 유로 대회 4강이자 2012년 하계 올림픽 이후 10년만에 메이저 대회 4강 진출에 성공했다.

### 하계 올림픽
올림픽 축구 본선에는 2번 출전하여 처음으로 출전한 2012년 대회에서 4강에 올랐으나 3·4위전에서 캐나다에 0-1로 패하며 메달 획득에 실패했다. 그리고 2024년 대회의 개최국 자격으로 3번째 올림픽 축구 본선에 출전할 예정이다.

## 기타 국제 대회 경력
키프로스컵에는 4번 출전하여 2번의 대회(2012년, 2014년)에서 우승컵을 들어올렸고 나머지 2번의 대회(2009년, 2011년)에서는 3위에 입상했으며 쉬빌리브컵에는 3번 출전하여 이 중 2017년 대회에서 우승을 차지했다.

## 성적

### FIFA 여자 월드컵
| FIFA 여자 월드컵 기록 | FIFA 여자 월드컵 기록 | FIFA 여자 월드컵 기록 | FIFA 여자 월드컵 기록 | FIFA 여자 월드컵 기록 | FIFA 여자 월드컵 기록 | FIFA 여자 월드컵 기록 | FIFA 여자 월드컵 기록 | FIFA 여자 월드컵 기록 |                      | 지역 예선 기록       | 지역 예선 기록       | 지역 예선 기록       | 지역 예선 기록       | 지역 예선 기록       | 지역 예선 기록 |
| 년도                  | 결과                  | 위치                  | 전                    | 승                    | 무*                   | 패                    | 득                    | 실                    | 전                   | 승                   | 무*                  | 패                   | 득                   | 실                   |                |
| 1991                  | 지역 예선 탈락        | 지역 예선 탈락        | 지역 예선 탈락        | 지역 예선 탈락        | 지역 예선 탈락        | 지역 예선 탈락        | 지역 예선 탈락        | 지역 예선 탈락        | UEFA 유로 1991       | UEFA 유로 1991       | UEFA 유로 1991       | UEFA 유로 1991       | UEFA 유로 1991       | UEFA 유로 1991       |                |
| 1995                  | 지역 예선 탈락        | 지역 예선 탈락        | 지역 예선 탈락        | 지역 예선 탈락        | 지역 예선 탈락        | 지역 예선 탈락        | 지역 예선 탈락        | 지역 예선 탈락        | UEFA 유로 1995       | UEFA 유로 1995       | UEFA 유로 1995       | UEFA 유로 1995       | UEFA 유로 1995       | UEFA 유로 1995       |                |
| 1999                  | 지역 예선 탈락        | 지역 예선 탈락        | 지역 예선 탈락        | 지역 예선 탈락        | 지역 예선 탈락        | 지역 예선 탈락        | 지역 예선 탈락        | 지역 예선 탈락        | 6                    | 2                    | 2                    | 2                    | 9                    | 7                    |                |
| 2003                  | 조별 리그             | 9위                   | 3                     | 1                     | 1                     | 1                     | 2                     | 3                     | 10                   | 7                    | 1                    | 2                    | 16                   | 10                   |                |
| 2007                  | 지역 예선 탈락        | 지역 예선 탈락        | 지역 예선 탈락        | 지역 예선 탈락        | 지역 예선 탈락        | 지역 예선 탈락        | 지역 예선 탈락        | 지역 예선 탈락        | 8                    | 5                    | 2                    | 1                    | 15                   | 4                    |                |
| 2011                  | 4위                   | 4위                   | 6                     | 2                     | 1                     | 3                     | 10                    | 10                    | 12                   | 11                   | 1                    | 0                    | 53                   | 2                    |                |
| 2015                  | 8강                   | 5위                   | 5                     | 3                     | 1                     | 1                     | 10                    | 3                     | 10                   | 10                   | 0                    | 0                    | 54                   | 4                    |                |
| 2019                  | 8강                   | 6위                   | 5                     | 4                     | 0                     | 1                     | 10                    | 4                     | 자동본선진출(개최국) | 자동본선진출(개최국) | 자동본선진출(개최국) | 자동본선진출(개최국) | 자동본선진출(개최국) | 자동본선진출(개최국) |                |
| 2023                  | 8강                   | 6위                   | 5                     | 3                     | 2                     | 0                     | 12                    | 4                     | 10                   | 10                   | 0                    | 0                    | 54                   | 3                    |                |
| 2027                  | 미정                  | 미정                  | 미정                  | 미정                  | 미정                  | 미정                  | 미정                  | 미정                  | 미정                 | 미정                 | 미정                 | 미정                 | 미정                 | 미정                 |                |
| Total                 | 5/9                   | 0 Titles              | 24                    | 13                    | 5                     | 6                     | 44                    | 24                    | 56                   | 45                   | 6                    | 5                    | 201                  | 29                   |                |

*Draws include knockout matches decided by penalty kicks.

#### 경기 역사
| FIFA Women's World Cup Finals history | FIFA Women's World Cup Finals history | FIFA Women's World Cup Finals history | FIFA Women's World Cup Finals history | FIFA Women's World Cup Finals history | FIFA Women's World Cup Finals history |
| Year                                  | Round                                 | Date                                  | Opponent                              | Result                                | Stadium                               |
| ------------------------------------- | ------------------------------------- | ------------------------------------- | ------------------------------------- | ------------------------------------- | ------------------------------------- |
| 2003                                  | Group stage                           | 20 September                          | 노르웨이                              | L 0–2                                 | Lincoln Financial Field, Philadelphia |
| 2003                                  | Group stage                           | 24 September                          | 대한민국                              | W 1–0                                 | RFK Stadium, Washington               |
| 2003                                  | Group stage                           | 27 September                          | 브라질                                | D 1–1                                 | RFK Stadium, Washington               |
| 2011                                  | Group stage                           | 26 June                               | 나이지리아                            | W 1–0                                 | Rhein-Neckar-Arena, Sinsheim          |
| 2011                                  | Group stage                           | 30 June                               | 캐나다                                | W 4–0                                 | Ruhrstadion, Bochum                   |
| 2011                                  | Group stage                           | 5 July                                | 독일                                  | L 2–4                                 | Borussia-Park, Mönchengladbach        |
| 2011                                  | Quarter-finals                        | 9 July                                | 잉글랜드                              | D 1–1 (4–3 (승)                       | BayArena, Leverkusen                  |
| 2011                                  | Semi-finals                           | 13 July                               | 미국                                  | L 1–3                                 | Borussia-Park, Mönchengladbach        |
| 2011                                  | Third place play-off                  | 16 July                               | 스웨덴                                | L 1–2                                 | Rhein-Neckar-Arena, Sinsheim          |
| 2015                                  | Group stage                           | 9 June                                | 잉글랜드                              | W 1–0                                 | Moncton Stadium, Moncton              |
| 2015                                  | Group stage                           | 13 June                               | 콜롬비아                              | L 0–2                                 | Moncton Stadium, Moncton              |
| 2015                                  | Group stage                           | 17 June                               | 멕시코                                | W 5–0                                 | Lansdowne Stadium, Ottawa             |
| 2015                                  | Round of 16                           | 21 June                               | 대한민국                              | W 3–0                                 | Olympic Stadium, Montreal             |
| 2015                                  | Quarter-finals                        | 26 June                               | 독일                                  | D 1–1 (4–5 (승)                       | Olympic Stadium, Montreal             |
| 2019                                  | Group stage                           | 7 June                                | 대한민국                              | W 4–0                                 | Parc des Princes, Paris               |
| 2019                                  | Group stage                           | 12 June                               | 노르웨이                              | W 2–1                                 | Allianz Riviera, Nice                 |
| 2019                                  | Group stage                           | 17 June                               | 나이지리아                            | W 1–0                                 | Roazhon Park, Rennes                  |
| 2019                                  | Round of 16                           | 23 June                               | 브라질                                | W 2–1 (연)                            | Stade Océane, Le Havre                |
| 2019                                  | Quarter-finals                        | 28 June                               | 미국                                  | L 1–2                                 | Parc des Princes, Paris               |
| 2023                                  | Group stage                           | 23 July                               | 자메이카                              | D 0–0                                 | Sydney Football Stadium, Sydney       |
| 2023                                  | Group stage                           | 29 July                               | 브라질                                | W 2–1                                 | Lang Park, Brisbane                   |
| 2023                                  | Group stage                           | 2 August                              | 파나마                                | W 6–3                                 | Sydney Football Stadium, Sydney       |
| 2023                                  | Round of 16                           | 8 August                              | 모로코                                | W 4–0                                 | Hindmarsh Stadium, Adelaide           |
| 2023                                  | Quarter-finals                        | 12 August                             | 오스트레일리아                        | D 0–0 (6–7 (승)                       | Lang Park, Brisbane                   |

### 올림픽 축구
- 1996년 ~ 2008년: 진출 실패
- 2012년: 4위
- 2016년: 8강
- 2020년: 진출 실패
- 2024년: 8강

### UEFA 유럽 여자 축구 선수권 대회
- 1984년 ~ 1995년: 진출 실패
- 1997년: 조별 리그
- 2001년: 조별 리그
- 2005년: 조별 리그
- 2009년: 8강
- 2013년: 8강
- 2017년: 8강
- 2022년: 4강
- 2025년: 8강

## 역대 감독
| 감독          | 임기        |
| ------------- | ----------- |
| 에르베 르나르 | 2023 ~ 2024 |

## 같이 보기
- 프랑스 축구 국가대표팀